# Хомляк Марія Миколаївна
Марі́я Микола́ївна Хомля́к (18 лютого 1940, с. Верхняківці — 13 грудня 2009, Київ) — українська вчена, кандидат біологічних наук (1971), фахівець у галузі фізіології рослин та радіобіології, енциклопедист (авторка статей в ЕСУ).

## Біографічні дані
Народилася 18 лютого 1940 року у селі Верхняківці Тернопільської області.
У 1964 році закінчила біологічний факультет Львівського державного університету ім. І. Я. Франка. У 1971 захистила дисертацію й здобула ступінь кандидата біологічних наук.
З 1964 року працювала в Інституті фізіології рослин АН УРСР, спочатку інженером, з 1985 по 1986 — старшим науковим співробітником.
З 1986 року на ті й же посаді в Інституті ботаніки ім. М. Г. Холодного. З 1990 року — в Інституті клітинної біології та генетичної інженерії. У різні роки займалася науково-організаційною роботою у комісіях при Президії НАН.
Померла 13 грудня 2009 року в Києві.

### Особистість
Марія Миколаївна Хомляк, за спогадами сучасників, була «непересічною людиною із широким (насправді енциклопедичним) колом інтересів». Окрім біології, цікавилася також мистецтвом, особливо захоплювалася творчістю Петра Капшученка, також цікавилась літературою. Припускають, що такий інтерес підсилювала племінниця класика української літератури Михайлина Коцюбинська, з якою вона багато років приятелювала.

## Наукова робота
Авторка понад 50 наукових праць та понад 25 науково-популярних статей з проблеми лікування травами, зокрема в умовах радіоекологічної ситуації після аварії на ЧАЕС. Тема основних наукових праць вченої присвячені дослідженню компартментальності метаболічних фондів фотосинтетичного циклу, транспорту асимілятів та запасанню цукрів у коренеплодах цукрового буряка. Вивчала також нагромадження речовин вторинного походження у лікарських рослинах після дії гамма-опромінення.
У 1986 році після аварії на ЧАЕС почала працювати над проблемою радіонуклідного забруднення лікарських рослин, що дозволило розробити тимчасові рекомендації щодо організації заготівлі та радіометричного контролю лікарської рослинної сировини в Україні. Водночас проводила дослідження нагромадження основних радіонуклідів у рослинах різних видів з метою фітодезактивації забруднених територій та ведення на них технічного і насіннєвого рослинництва. Багато уваги вчена приділила інтродукції на території Україні нової лікарської рослини вітанії снодійної, дослідженню її радіозахисних властивостей та розробленню нових радіопротекторів рослинного походження, ефективних при хронічному опроміненні.
З 2001 року публікувала статті рубрики «Ліки з природи», «Зелені побратими», а також матеріали про відкриття українських учених-біологів в журналі «Країна знань».

### Енциклопедія сучасної України
Вчена однією з перших долучилася до створення «Енциклопедії сучасної України» — була науковим консультантом і авторкою статей. Авторка гасла — «ЕСУ понад усе», яке стало девізом колективу. З 1995 року за дорученням академіка НАНУ Д. М. Гродзинського вона почала збирати матеріали до ЕСУ з розділу «Біологія. Екологія» (фактично стала його керівником), а згодом і до словника майбутньої «Національної енциклопедії», що лягла в основу «Великої української енциклопедії».
Про її ставлення до роботи згадують так: «М. Хомляк була по-своєму стримана, її поважали колеги як фахівця, але побоювалися її наполегливості, бо знали: якщо вчасно не напишуть статтю до ЕСУ, то буде їм нагадувати щодня, телефонуючи додому чи на мобільний телефон. Вона була частиною нашого колективу, знала усіх редакторів ЕСУ поіменно, знала їхні телефони, дати народження, родинний стан…». До роботи над ЕСУ залучала своїх рідних, наприклад, коли у скрутні для координаційного бюро ЕСУ часи була потрібна допомога, вона попросила свого чоловіка Василя Степановича, який працював на меблевому комбінаті, допомогти із виготовленням полиць для зберігання і упорядкування матеріалів. У створенні електронного варіанта зібраної вченою інформації їй часто допомагав син.